# Sant Julià de Vilatorta
Sant Julià de Vilatorta  è un comune spagnolo di 2 414 abitanti situato nella comunità autonoma della Catalogna.